# Gastroblasta timida
Gastroblasta timida är en nässeldjursart som beskrevs av Keller 1883. Gastroblasta timida ingår i släktet Gastroblasta och familjen Campanulariidae.
Artens utbredningsområde är Röda havet. Inga underarter finns listade i Catalogue of Life.